# Нісіда Рео
Нісіда Рео (16 липня 2000) — японський стрибун у воду.
Учасник Олімпійських Ігор 2020 року, де в стрибках з 10-метрової вишки посів 25-те місце.